# Szentkirály
Szentkirály este un sat în districtul Tiszakécske, județul Bács-Kiskun, Ungaria, având o populație de 1.905 locuitori (2011). 

## Demografie
Componența etnică a satului Szentkirály
     Maghiari (96,31%)
     Români (2,57%)
     Necunoscut (0,48%)
     Alții (0,64%)
Componența confesională a satului Szentkirály
     Romano-catolici (67,61%)
     Reformați (16,33%)
     Fără religie (3,41%)
     Necunoscută (11,81%)
     Alte religii (1,31%)
Conform recensământului din 2011, satul Szentkirály avea 1.905 locuitori. Din punct de vedere etnic, majoritatea locuitorilor (96,31%) erau maghiari, cu o minoritate de români (2,57%). Apartenența etnică nu este cunoscută în cazul a 0,48% din locuitori.  Din punct de vedere confesional, majoritatea locuitorilor (67,61%) erau romano-catolici, existând și minorități de reformați (16,33%) și persoane fără religie (3,41%). Pentru 11,81% din locuitori nu este cunoscută apartenența confesională.